# Ametist
Ametist je ljubičasta varijanta kvarca, dragi kamen korišten za izradu nakita. Ime dolazi od grčkog αμεθυστoς - ne opiti se, jer se vjerovalo da štiti nositelja od opijanja. Antički Grci i Rimljani bi čaše za piće pravili od ametista, jer su vjerovali da se neće opiti ako piju iz njih.

## Kemija
Kemijska formula je SiO2. Ametistova boja dolazi od nečistoća željeza. Kompleksan odnos željeza i aluminija odgovoran je za ljubičastu boju. Kada se zagrije, ametist mijenja boju u žutu. Sintetički (umjetno dobiven) ametist vrlo je sličan pravom, pa je jedino skupom kemijskom analizom moguće utvrditi razliku između sintetskog i prirodnog ametista.

## Vanjske poveznice
- Mindat: mineralogical information, crystallography and nomenclature
- gemstone.org – International colored Gemstone Association  Arhivirana inačica izvorne stranice od 3. travnja 2014. (Wayback Machine)